# Pochazoides infusca
Pochazoides infusca är en insektsart som först beskrevs av William Lucas Distant 1909.  Pochazoides infusca ingår i släktet Pochazoides och familjen Ricaniidae. Inga underarter finns listade i Catalogue of Life.